# 张蕴岭
张蕴岭（1945年6月—），汉族，山东汶上人，畢業於山東大學。担任中国社会科学院学部委员、国际研究学部主任、亚洲太平洋研究所原所长。2008年，当选第十一届全国政协委员，代表社会科学界，分入第三十二组。并担任外事委员会专委。